# Atheris chlorechis
Atheris chlorechis este o specie de șerpi din genul Atheris, familia Viperidae, descrisă de Pel 1851. A fost clasificată de IUCN ca specie cu risc scăzut. Conform Catalogue of Life specia Atheris chlorechis nu are subspecii cunoscute.